# Konzentrationslager Danane
Das Konzentrationslager Danane war ein von 1935 bis 1941 vom faschistischen Italien betriebenes Konzentrationslager in Italienisch-Somaliland bzw. Italienisch-Ostafrika. Es befand sich rund 40 km südlich von Mogadischu und war ab 1936 neben dem Konzentrationslager Nocra eines von zwei Straflagern, die infolge des Abessinienkriegs der Internierung politischer Gefangener aus den ostafrikanischen Kolonien dienten. Aufgrund seiner hohen Sterberate wird Danane von Historikern auch als Todes- oder Vernichtungslager bezeichnet.

## Geschichte
Das Konzentrationslager Danane wurde auf Anordnung von Gouverneur Rodolfo Graziani in der italienischen Kolonie Somalia eröffnet, als das faschistische Italien im Oktober 1935 seinen Angriffskrieg gegen Äthiopien begann. Ursprünglich sollte Danane ein Lager für Kriegsgefangene sein, blieb als solches jedoch inaktiv. Stattdessen gab ihm die italienische Führungsspitze den Zweck einer völligen Vernichtung des äthiopischen Gegners.
Nach dem Ende des Krieges, der mit der Besetzung Äthiopiens durch Italien endete, befanden sich im Juni 1936 191 Gefangene in Danane.
Die Zahl der Lagerinsassen stieg deutlich an, als Graziani nach einem erfolglosen Attentat auf ihn im Februar 1937 die Repression in Äthiopien verschärfte. Er ließ in den folgenden Monaten über 1500 Männer, Frauen und Kinder aus dem Umfeld der gestürzten äthiopischen Regierung, die er für den Anschlag verantwortlich machte, aus Addis Abeba nach Danane transportieren. Ende 1937 hatte das Lager seine vorgesehene Kapazitätsgrenze mit 2500 Insassen erreicht.
Die unzureichende Ausstattung des Lagers, ungenügende Ernährung und medizinische Versorgung führten zu einer hohen Sterberate. Allein vom 22. Juni bis zum 18. Juli 1937 starben 28 Personen, über die Hälfte von ihnen angeblich an Herzproblemen, was jedoch zweifelhaft erscheint, da die betreffenden Männer und Frauen erst zwischen 20 und 45 Jahre alt waren. Nach Angaben des äthiopischen Außenministeriumsbeamten Micael Tesemma, der dreieinhalb Jahre lang in Danane war, kamen 1936–1941 von 6500 äthiopischen und somalischen Gefangenen 3171 um. Etwa 400 von ihnen starben an Misshandlungen, Folter oder wurden exekutiert.
Am 18. März 1941 besetzten britische Truppen Danane. Sie befreiten rund 1000 Äthiopier und 300 Somalier und internierten ihrerseits etwa 3000 italienische und lokale Kriegsgefangene. Von diesen wurden die meisten nach Indien transferiert; etwa 300 Italiener blieben bis Ende des Zweiten Weltkriegs in Danane inhaftiert.
Für die Äthiopier, die an das milde Klima des Hochlands gewohnt waren, gestalteten sich die tropischen Bedingungen in Danane als unerträglich, wobei sich der Zustand der Häftlinge rapide verschlechterte. Malaria wurde zur vorherrschenden Krankheit, und fast jeder der Insassen litt an Magen-Darm-Störungen. Weil es den Menschen in Danane an tragbarem Trinkwasser fehlte, waren außerdem viele dazu gezwungen Meerwasser zu trinken.
Ehemalige Lagerhäftlinge wurden im Rahmen der Sicherung von Beweisen für die nach dem Zweiten Weltkrieg stattgefundenen Kriegsverbrechertribunale der Vereinten Nationen einvernommen. Diese Überlebenden des Konzentrationslagers Danane gaben an, dass im Konzentrationslager die Tötung von kranken Insassen sowie medizinische Zwangsoperationen durch den Lagerarzt praktiziert worden seien. Dem Historiker Ian Campbell (2017) zufolge deuten die unter Eid abgegebenen Zeugenaussagen von Überlebenden eine Sterberate von etwa 51 % im Konzentrationslager Danane an.

## Beurteilung
Die italienische Historikerin Mariana de Carlo (2013) hält in ihrer Studie zum Konzentrationslager Danane fest, dass man aufgrund der außerordentlich hohen Todesrate Danane „eher als Todes- denn als Internierungsinstrument“ betrachten könne. Auch der Schweizer Historiker Aram Mattioli spricht im Zusammenhang mit dem Konzentrationslager Danane von einem „Todeslager“, während der italienische Historiker Angelo Del Boca (2004) es sogar als „Vernichtungslager“ klassifiziert.
Der britische Historiker Ian Campbell (2017) urteilt, dass Danane zwar nicht als Vernichtungslager konzipiert worden war, es aber dennoch aufgrund seiner schrecklichen Haftbedingungen zum Grab für tausende von unschuldigen äthiopischen Männern, Frauen und Kindern wurde.